# Офіцер і шпигун
«Офіцер і шпигун» (фр. J'accuse) — італо-французька історико-детективна драма режисера Романа Полянського, екранізація однойменного роману Роберта Гарріса.
Фільм був удостоєний Премії Великого журі Венеційського кінофестивалю (2019) і премії Міжнародної федерації кінопреси (2019). Роман Полянський отримав премії «Люм'єр» і «Сезар» за найкращу режисуру (2020). На 45-й церемонії вручення премій «Сезар» фільм лідирував за кількістю номінацій (12) і, крім режисера, удостоєний премій за кращий адаптований сценарій і кращі костюми.

## Сюжет
В основі сюжету — історія капітана Альфреда Дрейфуса, артилерійського офіцера, безвинно засудженого за шпигунство. Багаторічний судовий процес розколов навпіл французьку громадську думку і справив могутній вплив на історію Франції і всієї Європи рубежу XIX—XX століть.
Головний герой картини, полковник Пікар, колишній викладач Вищої військової школи (Ecole superieure de guerre) і новий начальник військової контррозвідки, з обов'язку служби змушений вникнути в суть звинувачень, пред'явлених одному з його колишніх курсантів, і системи доказів його «безсумнівної винності». Поступово і дещо несподівано для себе самого Пікар — на відміну від практично всіх своїх прямих начальників і колег — приходить до висновку, що встановлення істини у справі Дрейфуса послужить зміцненню репутації і французької армії, і самої Французької Республіки багато краще, ніж її приховування.
Оригінальна назва фільму (і романа), «J accuse» («Я звинувачую!») — заголовок знаменитої статті Еміля Золя, публікація якої 13 січня 1898 року в паризькій газеті «Орор» («L Aurore»), редагованої Жоржем Клемансо, підірвала суспільство, розділивши на дрейфусарів і антидрейфусарів не тільки всю Францію, але і майже всю Європу, поклала початок розгорнутій у Франції і в усьому світі кампанії за справедливий перегляд справи Дрейфуса.

## В ролях
- Жан Дюжарден — Марі-Жорж Пікар[7], полковник, начальник Другого бюро
- Луї Гаррель — Альфред Дрейфус, капітан артилерії
- Емманюель Сеньє — Поліна Моньє
- Грегорі Гадебуа — Юбер Анрі, майор, потім полковник, офіцер Другого бюро
- Ерік Руф — Сандер, полковник, колишній начальник Другого бюро
- Володимир Йорданов — генерал Мерсьє, військовий міністр
- Вінсент Грасс — генерал Бійо, військовий міністр, наступник Мерсьє
- Дідьє Сандрі — генерал де Буадефр, начальник Генерального штабу
- Ерве П'єр — генерал Гонз, помічник начальника Генштабу, «куратор» Другого бюро
- Лоран Стокер — генерал де Пельє, слідчий по справі Пікара
- Мішель Вюйермоз — Дю Паті де Клам, майор, потім підполковник, військовий юрист, слідчий по справі Дрейфуса
- Лорен Натрелла — Фердинанд Естерхазі, піхотний офіцер, майор
- Матьє Амальрік — Альфонс Бертійон, судовий експерт
- Андре Маркон — Еміль Золя, письменник
- Жерар Шаллу — Жорж Клемансо, редактор газети «Орор», згодом — прем'єрміністр
- Мельвіль Пупо — метр Лаборі, адвокат
- Венсан Перес — метр Леблуа, адвокат, зять Пікара
- Дені Подалідес — метр Деманж, адвокат
- Дам'єн Боннар — Десвернен
- Роман Поланскі — слухач на концерті